# Папужка червоноплечий
Папужка червоноплечий (Psephotellus pulcherrimus) — вимерлий вид папугоподібних птахів родини Psittaculidae. Був ендеміком Австралії.

## Поширення
Вид був поширений на сході Австралії у південно-східній частині Квінсленду. Стверджувалося, що цей вид був знайдений у Новому Південному Уельсі, але підтверджених записів не було. У 19 столітті він був поширеним на місцевому рівні, хоча загалом його було мало, але потім його кількість швидко зменшилася, і вважалося, що він вимер через посуху 1902 року, поки його не було знову відкрито в 1918 році. Останнє підтверджене спостереження було в 1927 році. Природними місцями проживання птахів були долини річок, трав'янисті евкаліптові ліси з численними термітниками.

## Спосіб життя
Птах мешкав у відкритих лісах савани та чагарникових луках, харчувався насінням місцевих трав і гніздився в термітниках.

## Причини вимирання
Причини раптового скорочення популяції папуг залишаються предметом дискусій. Можливими причинами могли бути надмірний випас сільськогосподарських тварин (що, безсумнівно, сприяло зменшенню корму для птахів), оголення полів, полювання колекціонерів птахів і інтродукція хижих ссавців, таких як коти та собаки.